# Тюрьма Анемас

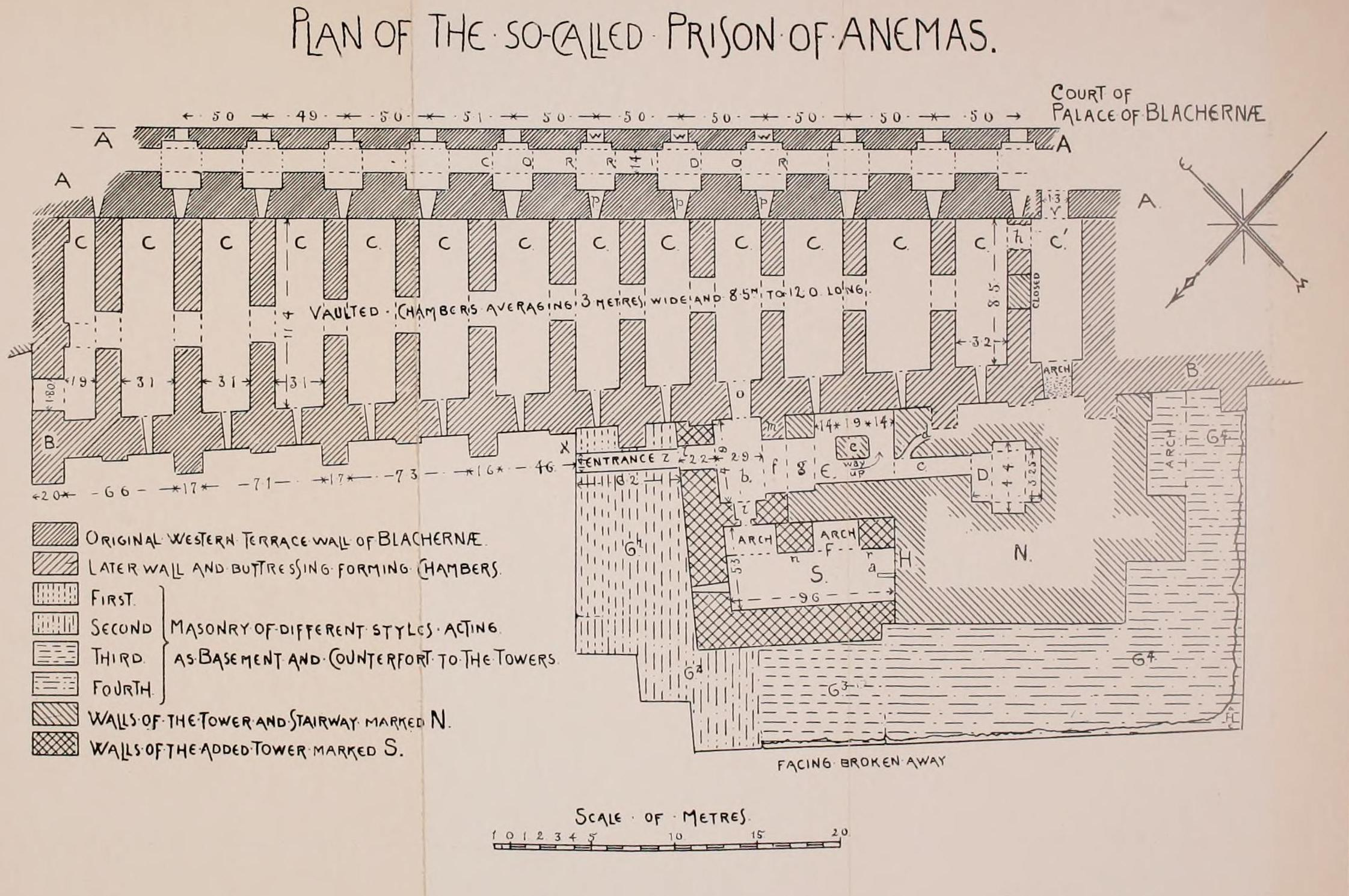
Эскизный проект тюрьмы.

Тюрьма Анемас (тур. Anemas Zindanları) — византийское фортификационное сооружение, часть Влахернского дворцового комплекса в составе стен Константинополя. Получила существующее название в связи с тем, что длительное время использовалось, как тюрьма, первым узником которой стал византийский полководец Михаил Анемас из рода Анемадов, попавший в заточение из-за бунта против императора Алексея I Комнина. Место заключения прославилось в последние века жизни империи, когда в её стенах успели побывать сразу четыре императора.

## Описание

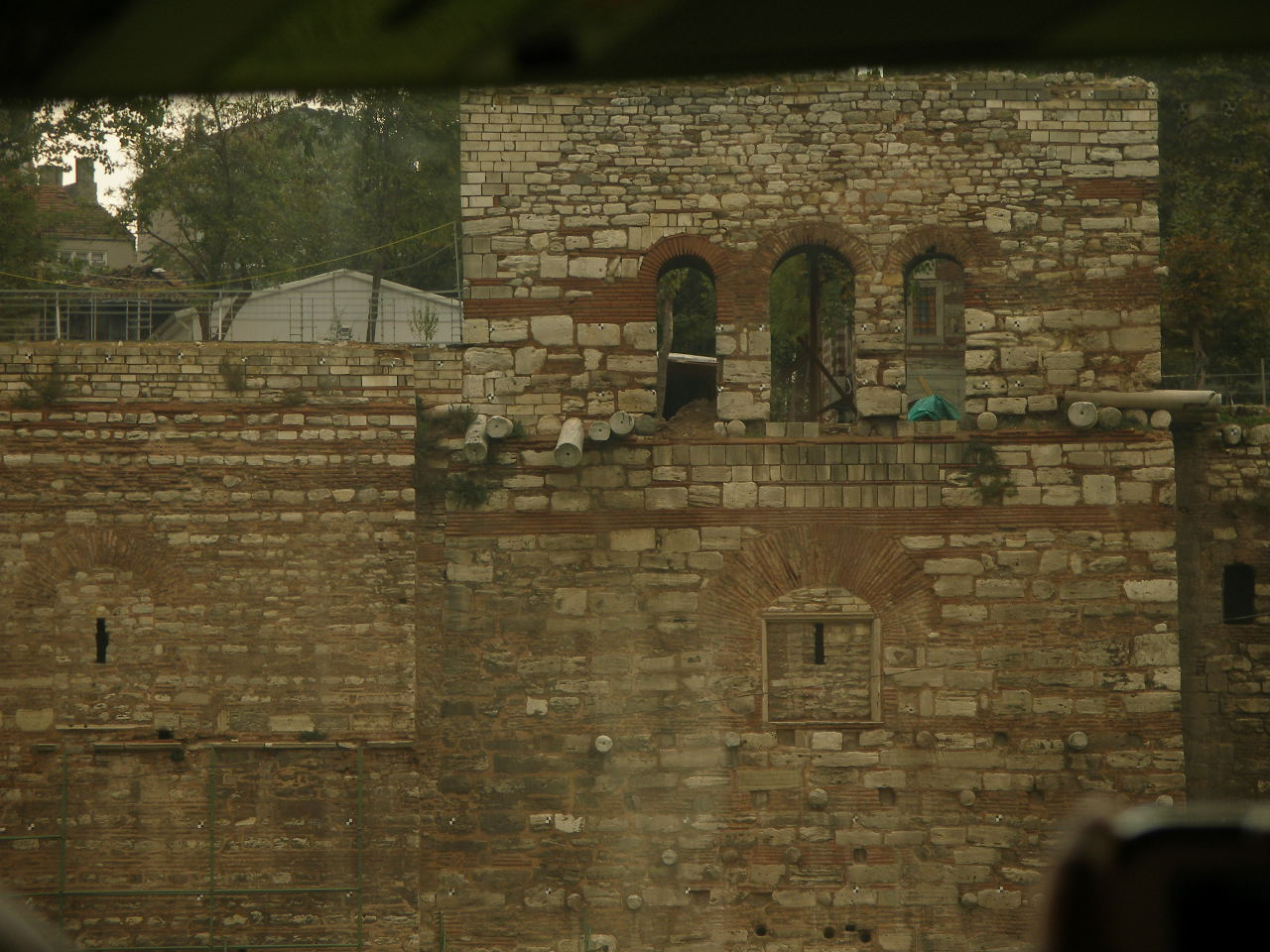
Башня Исаака Ангела.

Строение возведено в первые годы XII в. и расположено в районе Влахерны южнее левого (южного) фланга стен, возведённых императорами Ираклием I и Львом V. Позже, в конце XII в. южнее возведены стены Исаака II Ангела, соединившие комплекс со стенами Мануила Комнина.
Высота наружной стены была более 23 м, толщина — 11-20 м. Сама тюрьма состояла из 12 3-этажных камер. Основная структура состоит из 13 поперечных опорных стен, через которые проходят 3 наложенные кирпичные арки, создающие 12 отсеков шириной 9-13 м каждый. Две продольные стены не параллельны и раздвигаются при движении на север . Восточная стена имеет 2 наложенных коридоров на 2 верхних уровнях, которые встроены в тело стены и освещены амбразурами в фасадах стены. В отсеках на подвальном уровне нет окон, свет туда поступает через небольшие отверстия верхних уровней в западной стене. Спиральная лестница соединяет основные структуры с двумя башнями..
После возведения тюрьма неоднократно перестраивалась, о чём свидетельствуют несоответствие в расположении окон и другие примеры последовательных перемен в архитектурном облике.
Первой появилась восточная стена, являвшаяся простой оборонительной стеной с галереями и амбразурами для стрелков. Оставшаяся часть была добавлена позже для укрепления дворцовой возвышенности. Роль отсеков до сих пор неясна, возможно, что они функционировали как складские помещения или в качестве бараков (два верхних уровня).
Здание включает две более поздние прямоугольные башни: башню Исаака Ангела и башню Анемас, соединённые общей стеной. Башни поддерживают массивные опоры, стоящие на высоте 8 метров над уровнем земли.
Несмотря на географическую близость, две башни сильно отличаются по своей конструкции, что особенно заметно по брустверу, тем самым указывая на то, что они были построены в разное время
Южная, башня Исаака Ангела (координаты GPS — 41.0382091,28.9401174) построена ок.1188 г.. Является неправильным четырёхугольным двухэтажным строением. Её кладка неравномерна, несколько каменных столбов — сполий вставлены неполностью. Башня использовалась в качестве жилого помещения (на что указывает просторный верхний этаж, большие окна и балкон на западной стороне), вероятно — в качестве резиденции императора Согласно византийскому историку Никите Хониату башня построена императором Исааком II Ангелом в качестве крепости и особняка, для строительства использовали стройматериалы из разрушенных церквей...
Северная, башня Анемас, возведена раньше, в первые годы XII в. и являет собой тщательно построенную структуру, опорой которой стали большие тщательно установленные блоки.. Силу стены и контрфорсы можно объяснить тем, что эта структура входила в состав западной подпорной стены на холме, где позднее был построен Влахернский дворец..

Сооружение отреставрировано в 2013 г.

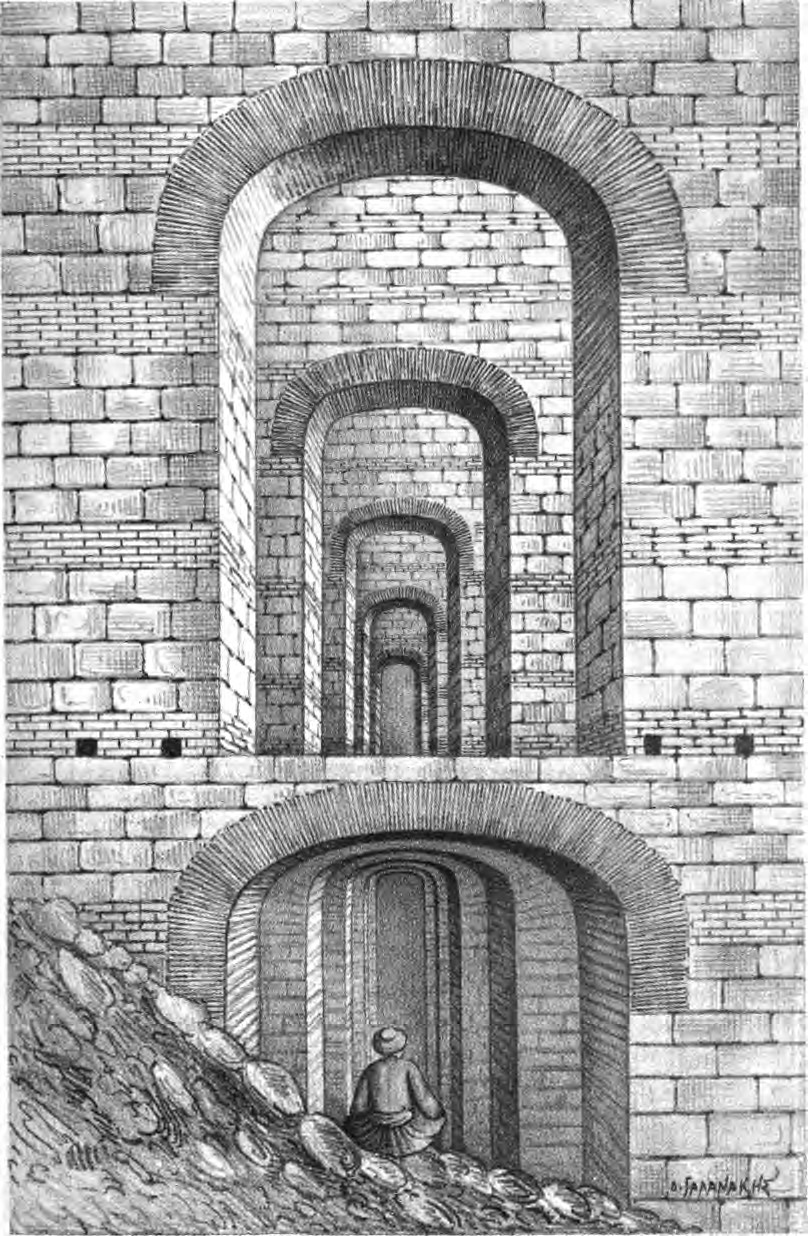
Внутренний вид сводчатых палат тюрьмы Анемас. Иллюстрация XIX века.

## Узники
Согласно книге Анны Комнины «Алексиада», первым узником тюрьмы стал полководец Михаил Анемас. Он составил заговор против отца Анны — императора Алексея I Комнина, но план был раскрыт и мятежник с несколькими соратниками должны были быть ослеплены и посажены в тюрьму. Однако прошения Анны и её матери о пощаде были услышаны, заключенным было сохранено зрения и дана свобода после нескольких лет заключения. Следующий арестант появился в исправительном заведении ещё до освобождения Анемаса. Им был дука фемы Халдия Григорий Таронит. Так как этот регион с суши был изолирован от Византийской империи землями Конийского султаната, в 1104 году он попытался стать независимым правителем. Из-за своего вызывающего поведения, его арест продолжался длительное время. Однако в итоге он был помилован и освобождён.
Следующим известным арестантом стал Андроник I Комнин оказавшийся там перед своей казнью на столичном ипподроме 12 сентября 1185 года. Хартофилакс Святой Софии и будущий константинопольский патриарх Иоанн XI Векк попал сюда из-за нежелания потворствовать идее императора Михаила VIII об унии между католической и православной церквями. В 1322 году узником Анемаса стал великий дука Сиргиан Палеолог, активно участвовавший в войне между императором Андроником II и его сыном Андроником III.
Тюрьме нашли применение и при династии Палеологов в 1370-х. Император Иоанн V Палеолог (пр. 1341—1376 гг., 1379—1391 гг.) отправил туда своего старшего сына Андроника IV из-за бунта против его власти. Но узник смог сбежать с помощью генуэзцев и османов, и занял трон на 3 года (с 1376 по 1379). В это время Иоанн вместе с сыновьями Мануилом и Феодором являлись узниками Анемаса.